# متعاقبة حبيبية بركانية
متعاقبة حبيبية بركانية (الاسم العلمي:Synechococcus vulcanus) هي نوع من البكتيريا يتبع جنس المتعاقبة الحبيبية من فصيلة المتعاقبات الحبيبية.